# Ципець
Ципець (словац. Cípec) — річка в Словаччині, ліва притока Свіниці, протікає в окрузі Тренчин.
Довжина приблизно 3.5-5.2 км. Витік знаходиться в масиві Стражовські-Врхи (геоморфологічна підодиниця Тренчанська Верховина) — схил гори Остри-Врх; на висоті близько 400 метрів.
Протікає територією сіл Непорадза і Свінна. Впадає у Свіницю на висоті приблизно 235—240 метрів.